# The Perfect Husband
The Perfect Husband és una pel·lícula independent italiana del 2014 de terror escrita i dirigida per Lucas Pavetto i rodada en anglès. Fou protagonitzada per Bret Roberts, Gabriella Wright, Carl Wharton, Tania Bambaci, Philippe Reinhardt, i Daniel Vivian.

## Argument
Viola i Nichola estan passant per un període difícil. La parella i la seva relació són tenses pel naixement d'un bebè mort que els ha aclaparat de manera inesperada. Per superar aquesta crisi, els dos decideixen passar un cap de setmana en una antiga cabana perduda enmig del bosc, però les coses prendran un gir diabòlic quan una sospita boja se'ls endinsa al cap. El que havia de ser un cap de setmana tranquil es convertirà de sobte en un malson mortal.

## Repartiment
- Bret Roberts - Nicola
- Gabriella Wright - Viola
- Carl Wharton - Forest Ranger
- Daniel Vivian - Gipsy
- Tania Bambaci - Doctor
- Philippe Reinhardt - Hans

## Producció
El rodatge va començar l'abril de 2013. Rodada i gravada en anglès, aquest títol de terror es va estrenar a Itàlia el 4 de desembre de 2014. La pel·lícula fou projectada als festivals Macabre Faire Film Festival, Festival de Cinema de Terror de la Ciutat de Nova York, Fantafestival, Fantasporto i 30 dies. Festival de cinema fantàstic a Andorra.

## Premis
- Millor opera prima al Fantafestival (2014)[6]
- Millor pel·lícula al Week end Of Fear (2015)[7]
- Millor pel·lícula al Miami Independent Film Festival (2015)[8]
- Millor pel·lícula al Vienna Fright Nights (2015)[9]
- Millor pel·lícula a l'Open Wound Horror Film Festival (2014)[10]
- Millor edició i Millor so al Macabre Faire Film Festival (2015)[11]